# Товариш пісня
«Товариш пісня» — радянський чорно-білий кіноальманах з трьох новел 1966 року, знятий режисерами Валентином Козачковим, Юрієм Романовським і Василем Левіним на Одеській кіностудії.

## Сюжет
Кіноальманах складається з трьох новел: «Пісня-пароль», «Пісня про матір» і «Пісня на світанку».

### «Пісня-пароль»
До окупованого фашистами міста прямує лейтенант Марченко, щоб через зв'язкову передати підпільникам гаманець із підривниками. Пісня-пароль допомагає йому знайти своїх. І незабаром злітають на повітря склади та нафтосховища ворога.

### «Пісня про матір»
У далекій Африці працюють радянські льотчики, допомагаючи африканцям освоїти радянську техніку. Віктор та Ігор записують на магнітофон улюблену пісню льотчиків про матір. Ігор із лікарем-африканцем вилітає на гелікоптері в район епідемії. Там Ігор заражається смертельною хворобою. На зворотному шляху, втрачаючи свідомість, він ледве садить машину в пустельному районі. На їх пошуки вирушає гелікоптер Віктора. Він знаходить друга, але надто пізно… Повернувшись на батьківщину, Віктор передає плівку з піснею матері Ігоря на згадку про свого друга.

### «Пісня на світанку»
Сергій (Василь Лановий) любить Валентину. Він присвячує їй пісню, яку на конкурсі самодіяльності виконує його друг Петро. Валентина, не знаючи, що пісню написав Сергій, критично відгукується про її слова, дорікаючи авторові за зайвий романтизм. Сергій дізнається про це. Вважаючи, що Валентина відкинула його кохання, він відлітає у довгу наукову експедицію на Північ. Валентина, яка не розуміє причин його вчинку, кидається за ним до аеропорту, але не встигає… Минає кілька років. Валентина одружена з Петром, у них росте донька Альона. З розмови із чоловіком під час прогулянки Валентина випадково дізнається, що саме Сергій є автором тієї пісні. Вона шокована, до неї приходить розуміння того, що вона, сама того не бажаючи, образила Сергія. А між тим відносини Валентини та Петра залишають бажати кращого. Він, не звертаючи увагу, на дружину і доньку, пізно ввечері запрошує друзів для гри в преферанс. Ображена Валентина демонстративно дивиться телевізор, не зважаючи ні на чоловіка, ні на гостей. І в цей час по телевізору починається передача про полярників. Валентина бачить Сергія, він посміхається їй з екрану. На її очах сльози. Минає ще кілька років. Валентина, зважаючи на все, розлучилася з Петром і живе з дочкою, якій уже років 18. Вони вдвох вбирають новорічну ялинку, потім Олена тікає на побачення. А Валентина залишається одна…

## У ролях
- Савелій Крамаров — Альоша, радист теплохода (у пролозі та епілозі кіноальманаху)
- Лев Золотухін — полковник («Пісня-пароль»)
- Геннадій Крашенинников — лейтенант Марченко («Пісня-пароль»)
- Георгіос Совчіс — «Артист» партизанів («Пісня-пароль»)
- Ніна Алісова — матір («Пісня про матір»)
- Микола Федорцов — Ігор Барабаш, льотчик («Пісня про матір»)
- Володимир Костін — Віктор, льотчик («Пісня про матір»)
- Ніна Магер — Олена («Пісня про матір»)
- Хільберто Хоррін — лікар («Пісня про матір»)
- Лідія Шапоренко — Валентина («Пісня на світанку»)
- Василь Лановий — Сергій («Пісня на світанку»)
- Валеріан Виноградов — Петро Кондратов («Пісня на світанку»)
- Валентин Козачков — Яша, годинникар («Пісня-пароль»)
- В'ячеслав Єгоров — німецький офіцер («Пісня-пароль»)
- Віктор Плотников — продавець на базарі («Пісня-пароль»)
- Євген Котов — продавець патефонів («Пісня-пароль»)
- Володимир Наумцев — італійський солдат («Пісня-пароль»)
- Віталій Сергейчик — сліпий хлопчик («Пісня-пароль»)
- Григорій Патлас — Саня («Пісня-пароль»)
- Георгій Сатіні — командир групи льотчиків («Пісня про матір»)
- Олександр Суснін — пілот («Пісня про матір»)
- Лариса Зайцева — співачка («Пісня на світанку»)
- Євген Прудченко — епізод («Пісня-пароль»)
- Віктор Ісаєв — епізод («Пісня на світанку»)
- Тамара Совчі — дівчина («Пісня-пароль»)
- Т. Соляр — епізод
- О. Сухоносова — епізод
- Валерій Тоскін — епізод

## Знімальна група
- Режисери-постановники: Валентин Козачков, Юрій Романовський, Василь Левін
- Сценарист: Євген Долматовський
- Оператори-постановники: В'ячеслав Єгоров, Валерій Шувалов, Олексій Герасимов, Вадим Костроменко
- Композитор: Василь Соловйов-Сєдой
- Художники-постановники: Юрій Богатиренко, Юрій Горобець, Сергій Жаров, Михайло Заяць, Анатолій Овсянкін
- Режисери: А. Дубінкін, Н. Синельников, С. Цивілько
- Оператори: Геннадій Карюк, А. Мосієнко
- Звукооператори: Володимир Курганський, Анатолій Нетребенко
- Комбіновані зйомки: 
  - оператори — Микола Іллюшин, Борис Мачерет, Вадим Авлошенко
  - художники — І. Пуленко, І. Міхельс
- Редактор: Микита Бригін
- Художники по костюмах: Н. Акимова, Б. Іллюшин, Зетта Лагутіна, І. Пішеніна
- Режисери монтажу: Н. Кардаш, Ельвіра Сєрова, Валентина Олійник, Л. Кочержина
- Директори картини: А. Сердюков, Михайло Бараболько, З. Хмель, В. Аврамець